# キム・ヨジン
キム・ヨジン（김여진、1972年6月24日 - ）は、韓国の女優。1995年、劇団「봉원패」（ポンウォンペ）に入団し、その年に演劇『여자는 무엇으로 사는가』（仮訳：女は何によって生きるのか）でデビューした。2003年から2004年にかけて放送された『宮廷女官チャングムの誓い』で医女を目指す主人公チャングムを指導するチャンドク役を演じて広く知られている。
慶尚南道馬山市出身。梨花女子大学校ドイツ語ドイツ文学科卒業。身長164cm。2004年にMBCのプロデューサーであるキム・ジンミンと結婚した。935エンターテインメントに所属している。

## 出演作品

### 映画
- ディナーの後に（1998年）
- ペパーミント・キャンディー　（1999年）
- 酔画仙（2001年）
- 恋する婚活プランナー（2002年）
- 4人の食卓（英語版）（2003年）
- 浮気な家族（2003年）
- 最高のパートナー （2008年）
- 私の愛、私のそばに （2009年）
- 家を出た男たち （2010年）
- カエル少年失踪殺人事件（2012年）

### テレビドラマ
- カイスト（1999年-2000年、SBS） - ウン・ナヨン役
- 秘書の品格（2000年、KBS） - イ・チジェ役
- 愛するほど（2000年、MBC）
- 美しい彼 （2000年）
- キツネと綿菓子（2001年、MBC）
- 昼にも星は出る（2001年、MBC）
- 永遠の初恋（2001年、KBS）
- I Love ヒョンジョン（2002年、MBC） - ナム・ヘスク役
- その女，人を捉えた（2003年、SBS）
- ナイスガイ（2003年、MBC）
- 死ぬほど好き（2003年、MBC） - イ・グァンスク役
- 宮廷女官チャングムの誓い（2003年-2004年、MBC） - チャンドク役
- 二度目のプロポーズ（2004年、KBS） - キム・ギョンヒ役
- 名家の娘ソヒ（2004年-2005年、SBS） - カンチョン役
- 愛してるウェンスよ（2005年、SBS） - ヤン・スンジ役
- 春の微笑み（2005年、MBC）
- シンドン（2005年-2006年、MBC） - 徳寧（トクニョン）公主役
- 雪の女王（特別出演）（2006年、KBS）
- ブルーフィッシュ（2007年、SBS） - チョン・ヨンスク役
- イ・サン（2007年-2008年、MBC） - 貞純王后役
- 私たちを幸せにするいくつかの質問 （2007年、KBS）
- 彼らが生きる世界（2008年、KBS） - イ・ソウ役
- ロードナンバーワン（2010年、KBS） - ボンスン役
- 私の心が聞こえる?（2011年、MBC） - コ・ミスク／ナ・ミスク役
- エンジェルアイズ（2014年、SBS） - ユ・ジョンファ役
- トロットの恋人（2014年、KBS） - パン・ジスク役
- 傲慢と偏見（2014年-2015年、MBC） - オ・トジョン役
- シンデレラの涙（2014年-2015年、MBN） - パン・ヘジョン役
- 華政（ファジョン）（2015年、MBC） - キム・ゲシ役
- チアアップ!（2015年、KBS） - パク・ソニョン役
- 雲が描いた月明り（2016年、KBS2） - ホン・ソサ役
- ソロモンの偽証（2016年-2017年、JTBC） - ソヨンの母役
- マン・ツー・マン〜君だけのボディガード〜（2017年、JTBC） - ドンヒョンの妻役
- 魔女の法廷（2017年、KBS） - ミン・ジスク役
- カン・ドクスン愛情変遷史（2017年、KBS）
- 私の恋したテリウス〜A Love Mission〜（2018年、MBC） - シム・ウナ役
- 輝く星のターミナル（2018年、SBS） - ユン・ヘウォン役
- ボクスが帰ってきた（2018年-2019年、SBS） - イム・セギョン役
- 赤い月青い太陽（2018年-2019年、MBC） - キム・ドンスク役
- 新米史官ク・ヘリョン（2019年、MBC） - 大妃イム氏役
- 梨泰院クラス（2020年、JTBC） - チョ・ジョンミン役
- おかえり（2020年、KBS） - ソン・ヒョンジャ役
- 人間レッスン（2020年、Netflix） - イ・ヘギョン役
- ヴィンチェンツォ（2021年、tvN） - チェ・ミョンヒ役

## 受賞歴
- 1998年 第19回 青龍賞 女優新人賞（ディナーの後に（乙女たちの夕食））
- 1999年 第7回 春史映画祭 新人賞（ディナーの後に（乙女たちの夕食））
- 2000年 第37回 大鐘賞 助演女優賞（ペパーミント・キャンディー）
- 2002年 第3回 釜山映画評論家協会賞 女優助演賞